# 蔵王町立円田中学校
蔵王町立円田中学校（ざおうちょうりつ えんだちゅうがっこう）は、宮城県刈田郡蔵王町に位置する公立中学校である。

## 教育目標
- 自主・友愛・健康

## 沿革
- 1947年（昭和22年）4月 - 円田村立円田中学校として発足(円田小学校高等科及び円田村高等公民学校の教室を使用)
- 1948年（昭和23年）12月 - 旧校舎完成
- 1953年（昭和28年）12月 - 体育館完成
- 1955年（昭和30年）4月1日 - 町村合併により蔵王町立円田中学校と改称
- 1973年（昭和48年）9月 - プール竣工
- 1978年（昭和53年）8月 - 現校舎完成

## 学区
- 蔵王町立平沢小学校、蔵王町立円田小学校の全区域と蔵王町立永野小学校の一部を除いた区域[4]

## 著名な出身者
- 佐藤優悟 - プロ野球選手